# Arthonia gerhardii
Arthonia gerhardii är en lavart som beskrevs av Egea & Torrente. Arthonia gerhardii ingår i släktet Arthonia och familjen Arthoniaceae.   Inga underarter finns listade i Catalogue of Life.